# Renée Gadd
Renée Gertrude Gadd (Bahía Blanca, 22 de junio de 1906 - Hove, Inglaterra, 20 de julio de 2003) fue una actriz de cine británica nacida en Argentina. Actuó principalmente en películas británicas.

## Infancia
Gadd nació en una estancia cerca de la ciudad de Bahía Blanca (provincia de Buenos Aires, Argentina) en 1908. Su padre se llamaba Talbot Gadd, y era un gerente ferroviario norteamericano; mientras que su madre Carlotta Le Bas, era un inmigrante proveniente de Jersey. Su padre abandonó a la familia en 1914, tras lo cual su madre con los hijos se mudaron de regreso a Inglaterra. Gadd vivió con su tía y comenzó a estudiar danza, trabajando como corista en Brighton a los catorce años. En 1924, fue elegida para una producción de Hassan, dirigida por el poderoso agente teatral Basil Dean, tras lo cual apareció en varias comedias musicales y, posteriormente, en obras de teatro tradicionales tras unirse a una compañía shakespeariana en Stratford-on-Avon. Disfrutó de una serie de exitosos papeles en el West End. Durante este mismo período, actuó y mantuvo un romance con Fred Astaire.

## Carrera cinematográfica
En 1931, Gadd firmó un contrato con British International Pictures y pasó dos años haciendo películas para ellos. Al encontrarle poco inspiradoras las diversas comedias en las que participaba, se comportó de forma poco cooperativa hasta que rescindió su contrato. En 1932, mientras trabajaba en la película policial White Face, comenzó un tormentoso romance con su coprotagonista Hugh Williams. Cuando su contrato con British International expiró en 1934, siguió a Williams, quien se había ido a Hollywood, pero descubrió que tenía un nuevo amante. Apareció junto a él en la película de 1935 David Copperfield, pero regresó a Gran Bretaña al año siguiente. Su carrera comenzó a decaer y, durante el resto de su carrera, apareció principalmente en papeles cortos y pequeños en producciones menores. Su última aparición fue en la película de 1950 de Ealing Studios, The Blue Lamp.

## Vida personal y muerte
Gadd se casó con su primer marido, Guy Tooth, el hijo menor de una familia de comerciantes de arte de Cork Street, en Westminster, en 1929. En 1932, Gadd inició una aventura con el actor Hugh Williams, que duró hasta 1934, lo que supuso el fin de su matrimonio. En 1947, se casó con el acaudalado septuagenario Henry "Harry" Hardman, una relación que también resultaría efímera. Su tercer y último matrimonio fue con el gerente de seguros Joe Wilson en 1950. Tras su fallecimiento, se estableció en Hove, East Sussex, donde falleció a los 97 años.